# Piotr Biazik
Piotr Biazik (ur. 1971 w Częstochowie) − akordeonista, kameralista, pedagog, animator życia muzycznego.
Gry na akordeonie zaczął się uczyć w 7 roku życia. Jest absolwentem Państwowej Szkoły Muzycznej II st. przy Zespole Szkół Muzycznych im. M. J. Żebrowskiego w Częstochowie, gdzie kształcił się w klasie akordeonu Mariana Brzóski (dyplom 1993). Wyższe studia muzyczne odbył w latach 1994-99 w Akademii Muzycznej im. K. Szymanowskiego w Katowicach w klasie akordeonu Joachima Pichury, gdzie w 2001 roku ukończył również studia podyplomowe. Studia uzupełniał na stażu w Litewskiej Akademii Muzycznej u Ricardasa Sfiackiewiciusa. Ukończył również Studium Managerów Kultury.
Od 1993 roku prowadzi działalność pedagogiczną w Zespole Szkół Muzycznych im. M. J. Żebrowskiego w Częstochowie, gdzie prowadzi klasę akordeonu. Ponadto pracuje również w Młodzieżowym Domu Kultury w Częstochowie, gdzie prowadzi zespół akordeonowy.
Koncertował w kraju i za granicą, w tym z założonym przez siebie trio Ars Harmonica i Śląskim Kwintetem Akordeonowym, a także z różnymi zespołami (m.in. Kwartet Smyczkowy Quatro Staggioni) oraz z zespołami z gatunku muzyki pop (m.in. Teddy Bears, Button Hackers, Arek Skolik Checkmate Quintet).
Jest laureatem szeregu nagród na międzynarodowych konkursach akordeonowych oraz nagród o charakterze państwowym, m.in.:
- 1997 – II nagroda na Międzynarodowym Konkursie Akordeonowym w Reinach (Szwajcaria)
- 1998 – VII miejsce na 51 Międzynarodowym Konkursie Akordeonowym „Coupe Mondiale” w Nijmegen (Holandia)
- 2004 – Nagroda Prezydenta Miasta Częstochowy w dziedzinie „Muzyka” za całokształt działalności koncertowej, pedagogicznej i społecznej, wzbogacającej życie muzyczne miasta
- szereg nagród uzyskanych z zespołem Ars Harmonica

Jako akordeonista jest propagatorem nowego podejścia do muzyki akordeonowej i akordeonistyki, obejmującego wszechstronne spojrzenie na ten instrument, przejawiające się w łączeniu różnych gatunków muzyki, zarówno z zakresu muzyki poważnej, jak i rozrywkowej.
Jest inicjatorem szeregu imprez muzycznych, których celem jest promocja akordeonu i muzyki akordeonowej. Należą do nich m.in.:
- Międzynarodowy Konkurs Rozrywkowej Muzyki Akordeonowej „Konfrontacje”
- Częstochowska Wiosna z Akordeonem
- Ogólnopolskie Warsztaty Akordeonowe,
- cykl koncertów „Akordeon wczoraj i dziś”

Piotr Biazik jest jednym z inicjatorów powstania i członkiem założonego w 1997 roku trio akordeonowego Ars Harmonica w składzie: Piotr Biazik, Piotr Chołołowicz, Daniel Lis (w 2001 r.zastąpił go Jakub Mietła). Z zespołem tym Biazik zdobył szereg nagród na konkursach akordeonowych, m.in.:
- 1998 – II nagroda na Międzynarodowym Konkursie Akordeonowym w Assenovgrad (Bułgaria)
- 1998 – I nagroda na Międzynarodowym Festiwalu Muzyki Akordeonowej w Przemyślu
- 2000 – I nagroda na Międzynarodowym Konkursie Akordeonowym w Furstenfeld (Austria)

Trio Ars Harmonica brało udział w szeregu krajowych i zagranicznych festiwali muzycznych, m.in. takich jak: Ogólnopolski Festiwal „Gwiazdy Promują” w Jeleniej Górze (1998, 2001), Międzynarodowy Festiwal Muzyki Kameralnej i Organowej w Trzebnicy (2001), XXXV Festiwal im. Jana Kiepury w Krynicy (2001), Międzynarodowy Festiwal Akordeonowy w Wiedniu (Austria, 2002, 2004), Letni Festiwal Muzyczny w Płocku (2002), Festiwal Solistów i Zespołów Akordeonowych w Kotlinie (2002), XII Międzynarodowy Festiwal Akordeonowy w Przemyślu (2003). Zespół koncertował także m.in. z Płocką Orkiestrą Symfoniczną, Śląską Orkiestrą Kameralną, Orkiestrą Filharmonii Śląskiej w Katowicach, Orkiestrą KWK „Staszic”, Toruńską Orkiestrą Kameralną i Orkiestrą Filharmonii Częstochowskiej, a także odbył szereg zagranicznych tournée koncertowych (m.in. Austria, Bułgaria, Litwa, Łotwa, Portugalia, Szwajcaria, Włochy).
Piotr Biazik zasiada również w jury konkursów akordeonowych, m.in. w jury XII Międzynarodowego Festiwalu Akordeonowego w Przemyślu (2003). Obecnie po pęknięciu tętniaka w mózgu  i operacji wycofał się z aktywnego życia muzycznego skupiając się na rehabilitacji.

## Wybrana dyskografia
1. Accordion for Film, wyk. Ars Harmonica, CD, Holandia 1998
2. Ars Harmonica Live, wyk. Ars Harmonica, CD, Wiedeń 2003

## Wybrana bibliografia
- Anna Knapik-Beśka, Nie lubię ciężkiego metalu. O działalności trio ,,Ars Harmonica” i fascynacji muzyką akordeonową rozmawiamy z Piotrem Biazikiem, „Gazeta Częstochowska”, 2004 nr 12
- Andrzej Grądman, Zapomniany urok akordeonu, „Częstochowski Dwumiesięcznik Kulturalny Aleje 3”, grudzień 1997 / styczeń 1998, nr 13, s. 6-7
- Tadeusz Piersiak, Dobry czas dla akordeonu. Rozmowa z Piotrem Biazikiem, częstochowskim propagatorem muzyki akordeonowej, „Gazeta Wyborcza w Częstochowie”, 20 listopada 2001
- Płyta częstochowskich akordeonistów, „Gazeta Wyborcza w Częstochowie”, 19 listopada 2003
- http://piotrbiazik.prv.pl/